# Equipe dominicana na Copa Davis
A equipe dominicana na Copa Davis representa a República Dominicana na Copa Davis, principal competição de tênis masculina por equipes do mundo. É administrada pela Federación Dominicana de Tenis.